# Nothelm
Nothelm (zm. 739) – arcybiskup Canterbury od 735 roku.
W 735 roku został wybrany arcybiskupem Canterbury, w następnym roku zatwierdził go na tej godności papież Grzegorz III.
Pochowany w kościele św. Augustyna w Canterbury.
Jego wspomnienie obchodzone jest 17 października.